# Фельдман, Гирш Хаимович
Гирш Ха́имович Фе́льдман (идиш גירש חיימאוויטש פעלדמאן‎; 1863, Смиловичи Игуменского уезда, Минская губерния — не позднее 1945) — русский промышленник и коммерсант, купец 1-й гильдии, отец актрисы Фаины Раневской.

## Биография

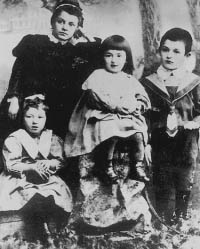
Дети — Фаина (слева), Белла и Яков с гувернанткой.
Таганрог, 1900 год.

Женился в Таганроге 26 декабря (по старому стилю) 1889 года на Милке Рафаиловне Заговайловой (1872 — после 1945), уроженке Лепеля Витебской губернии.
Дети: Бейла (Изабелла) (1892—1964), Рудольф (г.р.1894, белый офицер, погиб в Гражданскую войну), Фаина (1896—1984), Лазарь (1897—1900), Яков (1907—1977).
Проживал с семьёй в Таганроге в собственном двухэтажном доме по адресу ул. Николаевская, 12. Дом этот для своей семьи Гирш Фельдман построил на месте выкупленного им у купца Михаила Николаевича Камбурова одноэтажного дома. Числился в купеческом сословии Екатеринослава (1900), затем Екатеринодара (1905). Владел несколькими домами, мельницей Симановича на Александровской улице (с компаньонами), занимался торговлей чёрным металлом, азотистыми удобрениями, имел фабрику масляных и сухих красок, растительных масел, магазин строительных материалов, склады, обладал патентом на производство безопасных ламп (1910). Выстроил в 1909 году на территории Таганрогского кожевенного завода цех для мойки и сушки шерсти.
Почётный член ведомства учреждений императрицы Марии, член правления (1909—1911) и староста таганрогской хоральной синагоги в Тургеневском переулке, 46 (1912—1917), в которой на собственные средства установил орган, основатель приюта для престарелых евреев, член биржевого комитета.
Владел пароходом «Св. Николай», на котором и эмигрировал с семьёй из Таганрога (через Румынию и Турцию) за границу в 1919 году. Яков Рецкер вспоминает:

Когда мы приехали в Таганрог, папу и его компаньона Григория Самойловича Фельдмана, отца Раневской, немедленно арестовали большевики. Посадили их в товарный вагон, и представитель ревкома явился к маме и сказал: „Мы их освободим, но только нам нужно сто тысяч. Вот вам срок — 24 часа“. Денег не было, но у мамы были, кажется, какие-то бриллианты. В общем, достали по 50 тысяч мы и семья Фельдмана. Помню, как я и мама поехали на вокзал. На запасных путях стоял этот вагон. Отец и Фельдман сидели, хохотали. Стоял один часовой. Их никто не трогал. И, в общем, их освободили.
После эмиграции жил в Праге, где и умер не позднее 1945 года. Обстоятельства его смерти неизвестны.